# Devecser
Devecser est une ville et une commune du comitat de Veszprém en Hongrie.

## Géographie
Devecser est situé sur le bord Ouest du massif de Bakony.

## Histoire
Au XIIe siècle existaient probablement déjà cinq petits  villages sur le territoire actuel de la commune, mais Devecser est mentionné pour la première fois sur un document en 1274.
Son château est mentionné pour la première fois au XIVe siècle.
En 1514, le bourg et la région sont impliqués dans la guerre paysanne hongroise (Dózsa György-féle parasztfelkelés (hu)), menée par György Dózsa. À cette occasion le château est détruit, puis reconstruit, et fortifié après la défaite de Mohács. Il devint un important jalon de résistance face à l'invasion Turque. En 1532, l'évêque Szalaházi Tamás (hu) rapporte que deux raids de cavaliers musulmans furent battus autour de Sümeg et Devecser. En 1562, la garnison participa à la reprise du château de Hegyesd. En 1662, le bourg tomba aux mains des Turcs, mais fut repris par les Hongrois en 1566. En 1626, la Maison Esterházy hérita du château en ruine (et du bourg), et le reconstruisit dans le style baroque.
Depuis 1872, la ville possède une gare sur la ligne ferroviaire Székesfehérvár-Szombathely, ouverte en 1869.
Le 6 octobre 2010, le village est touché par une coulée de boue rouge toxique due à une catastrophe industrielle, à la suite de la rupture de la digue d'un réservoir de l'usine de raffinage et production d'aluminium d'Ajka. Devecser se trouve tout près de Kolontár qui est rendu inhabitable par suite de l'accident.